# Rheinfels (Schiff, 1943)
Die Rheinfels war ein Frachtdampfer der DDG „Hansa“, der 1939 bei der Deschimag bestellt und 1943 von der Odense-Werft abgeliefert wurde.

## Bau und technische Daten
Die Rheinfels war ein 1939 bei der Deschimag, Werk Seebeck, in Geestemünde bestelltes Frachtschiff, das 1943 bei der AG Weser für die DDG Hansa gebaut wurde. Das mit 7.765 BRT vermessene Schiff war 149,8 Meter lang, 19,1 Meter breit und hatte einen Tiefgang von 5 Metern. Die Tragfähigkeit betrug 10.150 tdw. Mit der aus einer Dampfmaschine mit Abdampfturbine vom Werk Seebeck bestehenden Antriebsanlage lief der Dampfer 14 kn. Das umfangreiche Ladegeschirr bestand aus insgesamt 23 Bäumen, darunter ein Schwergutbaum mit 120 t Hebekapazität. Die Besatzung bestand aus 59 Mann.

## Lebenslauf
Der Stapellauf erfolgte unter der Baunummer 974 am 2. September 1939 bei der AG Weser in Bremen, das Schiff wurde aufgrund des Kriegsbeginns jedoch nicht fertiggebaut. Erst im März 1941 wurde das Schiff zur Odense-Werft in Dänemark geschleppt. Hier erfolgte der Weiterbau und im März 1943 die endgültige Ablieferung.
Im April 1944 lief die Rheinfels mit einer Kohlenladung für Bremen vor Schweden auf Grund. Das Schiff wurde freigeschleppt, sank dann jedoch aufgrund eines Wassereinbruchs an der Backbord-Seite. Nach der Hebung wurde es in Göteborg repariert.
In der ersten Maiwoche 1945 wurde es zum Weitertransport der KZ-Häftlingen von der Olga Siemers eingesetzt.

## Transport von KZ-Häftlingen
Am 4. Mai 1945, kurz vor Kriegsende, wurde das Schiff unter SS-Aufsicht in Flensburg mit rund 1.300  Häftlingen aus dem KZ Neuengamme und rund 300 KZ-Häftlingen aus dem KZ Stutthof beladen, die unter primitiven Umständen in den Laderäumen untergebracht wurden. Das Schiff lief mit den Häftlingen und rund 100 Mann SS-Wachpersonal aus, musste aufgrund einer Schraubenhavarie aber bald ankern. Vor Anker lag das Schiff auch noch am 8. Mai, dem Tag der Kapitulation der deutschen Truppen.
Am 10. Mai wurden die noch lebenden Häftlinge vom schwedischen Roten Kreuz unter der Aufsicht der Alliierten von der Rheinfels an die Homberg übergeben und erreichten im Rahmen einer von Folke Bernadotte initiierten Aktion Malmö am 11. Mai.

## Ablieferung
Im gleichen Monat wurde die Rheinfels von Großbritannien beschlagnahmt und im April 1946 an die Sowjetunion abgeliefert. Hier wurde sie bis zum Mai 1947 als Admiral Nachimov weiter betrieben und dann an die polnische Regierung übergeben. Ab 1950 fuhr sie dann als Kosciuszko bei der polnischen Reederei Polskie Linie Oceaniczne weiter. Im Juni 1970 machte sie von Hongkong aus ihre letzte Reise nach Chinnampo bei Namp’o in Nordkorea, wo sie verschrottet wurde.